# Colina
Colina ist eine Stadt in der Mitte des südamerikanischen Anden-Staates Chile. Sie liegt in der Región Metropolitana de Santiago, hat 146.207 Einwohner (Stand: 2017) und ist die Hauptstadt der Provinz Chacabuco.

## Geografie
Colina liegt etwa 26 km nördlich der Hauptstadt Santiago auf rund 900 m Höhe über dem Meeresspiegel. Bekannt ist die Stadt vor allem durch ihre Thermalbäder und die Schlacht von Chacabuco.
Das Klima ist mediterran.
Colina ist in den letzten Jahren bekannt geworden durch die zahlreichen Neubaugebiete im Stadtteil Chicureo. Zwei neue Autobahnen verbinden Chicureo mit Santiago und Vitacura.

## Geschichte
Die Inkas besiedelten die Gegend bereits um 1400. Pedro de Vizcarra gründete 1599 eine Hacienda bei Chacabuco, welche später von Jesuiten genutzt wurden. 1622 entstand eine Kirche, die heute ein nationales Monument ist. Am 24. November 1723 wurde das Land um Colina von R. Padre Maestro F. Joseph de Carvajal erworben und danach in viele kleine Parzellen geteilt.
Vom 12. Februar bis zum 14. Februar 1817 fand in der Nähe der Stadt die Schlacht von Chacabuco statt. Sie bildete die Basis für die Unabhängigkeit Chiles.
Am 22. Dezember 1891 bildete sich die Gemeinde Colina und am 25. Mai 1896 erhielt diese ihre Stadtrechte.
1958 errichtete die NASA eine Satelliten-Verfolgungsstation in der Nähe von Colina. Heute liegt das Hauptquartier der chilenischen Eingreiftruppen (Special Forces) in Colina.

## Sehenswürdigkeiten
Die Termas de Colina sind große Thermalquellen, die mit ihrem 25 °C warmen Wasser viele Touristen anziehen. Daneben sind die alten Inka-Siedlungen und die Monumente der Schlacht von Chacabuco oft besuchte Ziele.
Die Kirche Iglesia Inmaculada Concepción de Colina ist seit 1971 nationales Monument.

## Wirtschaft
Die Gegend um Colina ist landwirtschaftlich geprägt. Aufgrund der Nähe zu Santiago de Chile ist die Stadt auch ein wichtiges Dienstleistungszentrum.
Ansonsten spielt vor allem der Tourismus eine wichtige Rolle.

## Persönlichkeiten
- Marcelino Núñez (* 2000), Fußballspieler